# Frajo Köhle
Frajo Köhle, eigentlich Franz-Josef Köhle (* 1967), ist ein österreichischer Musiker, Komponist und Musikpädagoge.

## Leben
Köhle wuchs in Seefeld auf, wo er die Volks- und Hauptschule besuchte. Seinen ersten Akkordeonunterricht erhielt er im Alter von sieben Jahren und lernte ab dem 12. Lebensjahr  Gitarre an der Musikschule Seefeld. Von 1983 bis 1986 lebte er erstmals in Telfs und studierte dann von 1987 bis 1991 Musik- und Bewegungserziehung mit Schwerpunkt Gitarre am Carl-Orff-Institut des Mozarteums in Salzburg. Seinen Zivildienst leistete er von 1991 bis 1992 und ist seitdem hauptberuflich an der Musikschule Telfs tätig, wo er Elementare Musik für Kinder und „Spätberufene“ und Gitarre unterrichtet.
Der Multiinstrumentalist und Musikpädagoge macht Musik für Kinder und Erwachsene u. a. in den Formationen „RatzFatz“ (zusammen mit Hermann Schwaizer-Riffeser) und „Die Köhler“ (mit seinen Söhnen David und Jakob Köhle). Er schrieb Bühnenmusiken für das Tiroler Landestheater (z. B. „Die Dicke Prinzessin“, „Prosperos Zauberinsel“, „Der Bauer als Millionär“ und „Der Räuber Hotzenplotz“) und trat in diesem Zusammenhang auch als Musiker auf. Mehrfach wirkte er bereits auch bei den Tiroler Volksschauspielen mit, nachdem er dort 2012 für die musikalische Umsetzung der Uraufführung von Georg Ringsgwandls „Der varreckte Hof“ verantwortlich war, ein gemeinsames Theatermusikprojekt mit seinen beiden Söhnen. Im Duo „Kasi & Kö“ mit Gerhard Kasal huldigte er mit dem Programm „Vermischtes Wienerisches“ Gerhard Bronner. Mit „Die Köhler“ hatte er auch Auftritt im Studio 3 im ORF-Landesstudio (CD-Präsentation Ausg’rabm). Köhle, der in zentraler Rolle an diversen CD-Produktionen mitwirkte, gilt als „musikalischer Tausendsassa“ (ORF) der Tiroler Musikszene. Seine künstlerische Spannbreite schließt auch Mitmachkonzerte für Kinder oder Ad-hoc-Musik zu lyrischen Texten am Audioversum ein. Zudem begleite er instrumental Studioaufnahmen anderer Musiker, beispielsweise mit Gitarre bei Leise rieselt der weiße Riese auf dem Manu-Delago-Album Adventions (2008; Sessionwork Records). Seit 2014 unterrichtet Köhle am Tiroler Landeskonservatorium und ist Dozent für Musik- und Tanzpädagogik am Salzburger Orff-Institut.
Er ist verheiratet mit der Flötistin Christine Köhle, mit der er neben den beiden Söhnen, mit denen er im Trio „Die Köhler“ spielte, auch eine Tochter hat. Seine Frau und Tochter Tabea (Gesang) sind auf einzelnen Tracks von RazzFazz-Alben zu hören.

## Auszeichnungen
- 2007: Deutscher Kinderliederpreis mit „RatzFatz“
- 2011: Prädikat „Empfohlen vom Verband deutscher Musikschulen“ beim Medienpreis Leopold mit „RatzFatz“[13]